# Жузгун
Жузгун, или Джузгу́н, или Кандым (лат. Calligonum) — род многолетних ветвистых кустарников семейства Гречишные. Одна из ярких особенностей джузгунов — крылатые или покрытые многочисленными щетинками плоды, которые легко переносятся ветром, избегая при этом погребения песком.
Латинское название рода происходит от греч. κάλλος — красиво и γόνυ — колено, междоузлие и отражает своеобразный облик веточек растения, которые коленчато соединены друг с другом. Местное население называет это растение дымка, толок, тор лик, турсук или кислицей. Последнее название связано с тем, что веточки джузгуна кислые на вкус и напоминают этим щавель, который также относится к семейству Гречишные.

## Ботаническое описание
В местах с близким залеганием грунтовых вод некоторые виды приобретают облик древовидных или крупных многоствольных кустарников, но на песках с глубокими подземными водами эти же виды могут оказаться невысокими кустарниками.
Кустарники от 0,4 до 7 м высотой, очень ветвистые, с ажурной кроной.
Стволики и старые ветви изогнутые. Молодые побеги длинные, извилисто изогнутые, зеленые или серовато-зеленые, членистые, почти безлистные, осенью почти целиком отмирающие и опадающие, выходят пучками из пазух деревянистых ветвей. Кроме тонких однолетних побегов в кронах этих кустарников формируются так называемые ростовые побеги, которые живут в течение 3-6 лет. Вследствие ежегодного ветвления побегов (новые побеги более высоких порядков отрастают из нижних боковых почек побегов прошлого года), а также ежегодного отмирания большей части каждого нового побега на узлах многолетних ветвей, у некоторых видов образуются своеобразные наплывы или утолщения.
От оснований многолетних столиков у джузгунов эпизодически отрастают порослевые побеги длиной до 100 см (в первый год их развития). Со временем такие порослевые побеги сами превращаются в многолетние столики, на которых сначала последовательно, а потом и параллельно формируются ростовые и ассимиляционные побеги.

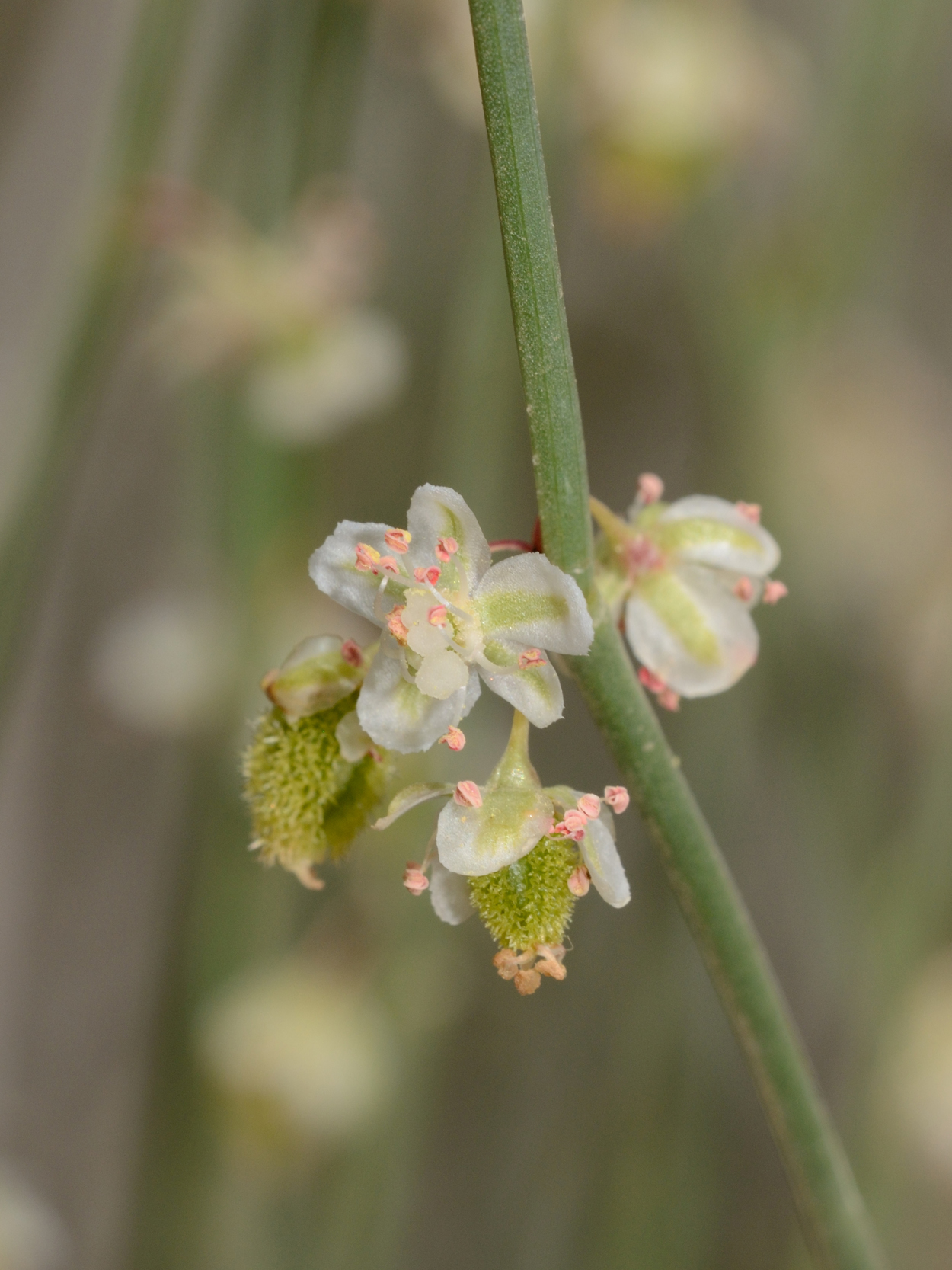
Цветки Calligonum comosum

В целом развитие особей джузгунов происходит очень быстро, и кустарник достигает свойственных ему размеров в возрасте 5-6 лет. Приблизительно в таком же возрасте наблюдается и первое цветение. Корневая система отдельного взрослого экземпляра занимает очень большую площадь, так как длина боковых горизонтальных корней достигает около 20 м.
Листья малозаметные, линейные, игловидные или шиловидные, 3-7 мм длиной, в основании с чешуевидно-кожистым стеблеобъемлющим раструбом, рано опадающие. Фотосинтезирующую функцию в течение лета выполняют у них однолетние зеленые побеги, цилиндрические, сравнительно тонкие, осенью также опадающие.
Цветки пазушные, обоеполые, душистые, одиночные, правильные, с простым 5-членным околоцветником, по 1-3 (до 5) в пазухах раструбов. Листочки околоцветника белые, розовые, розовато-фиолетовые, зеленоватые. Тычинок 12-18, тычиночные нити у основания с пучками коротких волосков. Завязь верхняя, 4-гранная, на верхушке с 4 короткими столбиками и головчатыми рыльцами.
Плод — орешек прямой или скрученный по оси, с твердым околоплодником, крылатый или усаженный простыми или ветвистыми щетинками, которые в несколько раз длиннее орешка и придают плоду в целом шаровидную форму. Крылатые семена легко разносятся ветром. Деревянистая оболочка задерживает прорастание, и поэтому всхожесть семян обычно невелика.
Размножается семенами, пнёвой порослью и корневыми отпрысками, в культуре — черенками. Вегетация этих пустынных кустарников начинается в конце марта — начале апреля. Цветение наблюдается в середине или конце апреля, а плодоношение и обсеменение в конце мая или начале июня. Ассимиляционные побеги опадают одновременно с плодами, но во влажные годы могут сохраняться до поздней осени. Семена, находившиеся на поверхности почвы и среди травы в течение зимы, начинают прорастать ранней весной. Большинство видов сохраняет всхожесть семян в течение 5-9 лет, что с учётом «подвижности» плодов растения под действием ветров дает возможность им прорастать только после попадания в благоприятные условия.

## Распространение
Ареал рода простирается с запада на восток от пустыни Сахара в Северной Африке до пустынь Ордос и Алашань в Китае. Род насчитывает свыше 150 видов — в песчаных пустынях и степях Западной Сибири, Средней, Центральной и Передней Азии, Северной Африки. Хорошо растёт на песках, выдерживает засыпание почти до вершины. Джузгуны определяют ландшафт многих районов пустынной зоны, выдерживая экстремальные условия в большинстве местообитаний. Они страдают больше всего от эпизодических весенних заморозков, когда при температурах 2-5 °C молодые побеги чернеют и усыхают, уступая через некоторое время место вторично отрастающим новым побегам.

## Применение
Молодые побеги и плоды употребляются калмыками для утоления жажды, а из свилеватых наростов, образующихся как на стволах, так и на корнях, выделываются калмыками курительные трубки и небольшие чашки для питья арке (водки из кислого молока) и арзу (передвоенной арке).
Хозяйственное значение этих кустарников очень значительно. Их молодые ветви и плоды, имеющие приятный кисловатый вкус, охотно поедаются овцами и верблюдами. Зимой овцы поедают с земли опавшие веточки и плоды. Питательность этих продуктов в условных кормовых единицах довольно высока. Зеленые веточки джузгуна содержат дубильные вещества. Древесина древовидных видов плотная, тяжёлая (тонет в воде), с розовым ядром, служит в условиях пустыни хорошим строительным материалом и топливом, идёт на различные поделки. Наконец, джузгуны являются превосходными закрепителями песков и используются в целях мелиорации в условиях подвижных песчаных массивов. Они способны образовывать новые боковые (придаточные) корни в основании своих стволиков после засыпания их песком.

### Пескозакрепительные насаждения
В Республике Калмыкия начата реализация пилотного проекта по закреплению песков. Предварительно для них была приобретена специализированная техника: лесопосадочные машины, сеялки, колесные трактора и прицепное оборудование. В ноябре 2021 года на опытном участке произведена посадка пескозакрепительных насаждений –  джузгуна безлистного на площади 4 га и  терескена серого на площади 6 га. 

## Виды
По информации базы данных The Plant List, род включает 158 видов:
- Calligonum aphyllum (Pall.) Gürke — Жузгун безлистный
- Calligonum arborescens Litv. — Жузгун древовидный
- Calligonum bakuense Litv. — Жузгун бакинский
- Calligonum caput-medusae Schrenk — Жузгун голова-медузы
- Calligonum elatum Litv. — Жузгун высокий
- Calligonum eriopodum Bunge — Жузгун шерстистоногий
- Calligonum leucocladum (Schrenk) Bunge — Жузгун белокорый, или Кандым белый
- Calligonum microcarpum I.G.Borshch. — Жузгун мелкоплодный
- Calligonum paletzkianum Litv. — Жузгун Палецкого
- Calligonum persicum (Boiss. & Buhse) Boiss. — Жузгун персиковый
- Calligonum petunnikowii Litv. — Жузгун Петунникова
- Calligonum polygonoides L. — Жузгун горецовидный
- Calligonum setosum (Litv.) Litv. — Жузгун щетинистый